# Lista över datum
Detta är en lista över datum.
Klicka på ett datum för att läsa om vad som händer och vad som tidigare hänt på detta datum.
Dagens datum är 3 mars.

## Kalender2025
| Januari | Januari | Januari | Januari | Januari | Januari | Januari |
| ------- | ------- | ------- | ------- | ------- | ------- | ------- |
| må      | ti      | on      | to      | fr      | lö      | sö      |
|         |         | 1       | 2       | 3       | 4       | 5       |
| 6       | 7       | 8       | 9       | 10      | 11      | 12      |
| 13      | 14      | 15      | 16      | 17      | 18      | 19      |
| 20      | 21      | 22      | 23      | 24      | 25      | 26      |
| 27      | 28      | 29      | 30      | 31      |         |         |

| Februari | Februari | Februari | Februari | Februari | Februari | Februari |
| -------- | -------- | -------- | -------- | -------- | -------- | -------- |
| må       | ti       | on       | to       | fr       | lö       | sö       |
|          |          |          |          |          | 1        | 2        |
| 3        | 4        | 5        | 6        | 7        | 8        | 9        |
| 10       | 11       | 12       | 13       | 14       | 15       | 16       |
| 17       | 18       | 19       | 20       | 21       | 22       | 23       |
| 24       | 25       | 26       | 27       | 28       |          |          |

| Mars | Mars | Mars | Mars | Mars | Mars | Mars |
| ---- | ---- | ---- | ---- | ---- | ---- | ---- |
| må   | ti   | on   | to   | fr   | lö   | sö   |
|      |      |      |      |      | 1    | 2    |
| 3    | 4    | 5    | 6    | 7    | 8    | 9    |
| 10   | 11   | 12   | 13   | 14   | 15   | 16   |
| 17   | 18   | 19   | 20   | 21   | 22   | 23   |
| 24   | 25   | 26   | 27   | 28   | 29   | 30   |
| 31   |      |      |      |      |      |      |

| April | April | April | April | April | April | April |
| ----- | ----- | ----- | ----- | ----- | ----- | ----- |
| må    | ti    | on    | to    | fr    | lö    | sö    |
|       | 1     | 2     | 3     | 4     | 5     | 6     |
| 7     | 8     | 9     | 10    | 11    | 12    | 13    |
| 14    | 15    | 16    | 17    | 18    | 19    | 20    |
| 21    | 22    | 23    | 24    | 25    | 26    | 27    |
| 28    | 29    | 30    |       |       |       |       |

| Maj | Maj | Maj | Maj | Maj | Maj | Maj |
| --- | --- | --- | --- | --- | --- | --- |
| må  | ti  | on  | to  | fr  | lö  | sö  |
|     |     |     | 1   | 2   | 3   | 4   |
| 5   | 6   | 7   | 8   | 9   | 10  | 11  |
| 12  | 13  | 14  | 15  | 16  | 17  | 18  |
| 19  | 20  | 21  | 22  | 23  | 24  | 25  |
| 26  | 27  | 28  | 29  | 30  | 31  |     |

| Juni | Juni | Juni | Juni | Juni | Juni | Juni |
| ---- | ---- | ---- | ---- | ---- | ---- | ---- |
| må   | ti   | on   | to   | fr   | lö   | sö   |
|      |      |      |      |      |      | 1    |
| 2    | 3    | 4    | 5    | 6    | 7    | 8    |
| 9    | 10   | 11   | 12   | 13   | 14   | 15   |
| 16   | 17   | 18   | 19   | 20   | 21   | 22   |
| 23   | 24   | 25   | 26   | 27   | 28   | 29   |
| 30   |      |      |      |      |      |      |

| Juli | Juli | Juli | Juli | Juli | Juli | Juli |
| ---- | ---- | ---- | ---- | ---- | ---- | ---- |
| må   | ti   | on   | to   | fr   | lö   | sö   |
|      | 1    | 2    | 3    | 4    | 5    | 6    |
| 7    | 8    | 9    | 10   | 11   | 12   | 13   |
| 14   | 15   | 16   | 17   | 18   | 19   | 20   |
| 21   | 22   | 23   | 24   | 25   | 26   | 27   |
| 28   | 29   | 30   | 31   |      |      |      |

| Augusti | Augusti | Augusti | Augusti | Augusti | Augusti | Augusti |
| ------- | ------- | ------- | ------- | ------- | ------- | ------- |
| må      | ti      | on      | to      | fr      | lö      | sö      |
|         |         |         |         | 1       | 2       | 3       |
| 4       | 5       | 6       | 7       | 8       | 9       | 10      |
| 11      | 12      | 13      | 14      | 15      | 16      | 17      |
| 18      | 19      | 20      | 21      | 22      | 23      | 24      |
| 25      | 26      | 27      | 28      | 29      | 30      | 31      |

| September | September | September | September | September | September | September |
| --------- | --------- | --------- | --------- | --------- | --------- | --------- |
| må        | ti        | on        | to        | fr        | lö        | sö        |
| 1         | 2         | 3         | 4         | 5         | 6         | 7         |
| 8         | 9         | 10        | 11        | 12        | 13        | 14        |
| 15        | 16        | 17        | 18        | 19        | 20        | 21        |
| 22        | 23        | 24        | 25        | 26        | 27        | 28        |
| 29        | 30        |           |           |           |           |           |

| Oktober | Oktober | Oktober | Oktober | Oktober | Oktober | Oktober |
| ------- | ------- | ------- | ------- | ------- | ------- | ------- |
| må      | ti      | on      | to      | fr      | lö      | sö      |
|         |         | 1       | 2       | 3       | 4       | 5       |
| 6       | 7       | 8       | 9       | 10      | 11      | 12      |
| 13      | 14      | 15      | 16      | 17      | 18      | 19      |
| 20      | 21      | 22      | 23      | 24      | 25      | 26      |
| 27      | 28      | 29      | 30      | 31      |         |         |

| November | November | November | November | November | November | November |
| -------- | -------- | -------- | -------- | -------- | -------- | -------- |
| må       | ti       | on       | to       | fr       | lö       | sö       |
|          |          |          |          |          | 1        | 2        |
| 3        | 4        | 5        | 6        | 7        | 8        | 9        |
| 10       | 11       | 12       | 13       | 14       | 15       | 16       |
| 17       | 18       | 19       | 20       | 21       | 22       | 23       |
| 24       | 25       | 26       | 27       | 28       | 29       | 30       |

| December | December | December | December | December | December | December |
| -------- | -------- | -------- | -------- | -------- | -------- | -------- |
| må       | ti       | on       | to       | fr       | lö       | sö       |
| 1        | 2        | 3        | 4        | 5        | 6        | 7        |
| 8        | 9        | 10       | 11       | 12       | 13       | 14       |
| 15       | 16       | 17       | 18       | 19       | 20       | 21       |
| 22       | 23       | 24       | 25       | 26       | 27       | 28       |
| 29       | 30       | 31       |          |          |          |          |

## Textformat
Om du föredrar att inte ha det i tabellformat:
Januari
1 • 2 • 3 • 4 • 5 • 6 • 7 • 8 • 9 • 10 • 11 • 12 • 13 • 14 • 15 • 16 • 17 • 18 • 19 • 20 • 21 • 22 • 23 • 24 • 25 • 26 • 27 • 28 • 29 • 30 • 31
Februari
1 • 2 • 3 • 4 • 5 • 6 • 7 • 8 • 9 • 10 • 11 • 12 • 13 • 14 • 15 • 16 • 17 • 18 • 19 • 20 • 21 • 22 • 23 • 24 • 25 • 26 • 27 • 28 • (29)
Mars
1 • 2 • 3 • 4 • 5 • 6 • 7 • 8 • 9 • 10 • 11 • 12 • 13 • 14 • 15 • 16 • 17 • 18 • 19 • 20 • 21 • 22 • 23 • 24 • 25 • 26 • 27 • 28 • 29 • 30 • 31
April
1 • 2 • 3 • 4 • 5 • 6 • 7 • 8 • 9 • 10 • 11 • 12 • 13 • 14 • 15 • 16 • 17 • 18 • 19 • 20 • 21 • 22 • 23 • 24 • 25 • 26 • 27 • 28 • 29 • 30
Maj
1 • 2 • 3 • 4 • 5 • 6 • 7 • 8 • 9 • 10 • 11 • 12 • 13 • 14 • 15 • 16 • 17 • 18 • 19 • 20 • 21 • 22 • 23 • 24 • 25 • 26 • 27 • 28 • 29 • 30 • 31
Juni
1 • 2 • 3 • 4 • 5 • 6 • 7 • 8 • 9 • 10 • 11 • 12 • 13 • 14 • 15 • 16 • 17 • 18 • 19 • 20 • 21 • 22 • 23 • 24 • 25 • 26 • 27 • 28 • 29 • 30
Juli
1 • 2 • 3 • 4 • 5 • 6 • 7 • 8 • 9 • 10 • 11 • 12 • 13 • 14 • 15 • 16 • 17 • 18 • 19 • 20 • 21 • 22 • 23 • 24 • 25 • 26 • 27 • 28 • 29 • 30 • 31
Augusti
1 • 2 • 3 • 4 • 5 • 6 • 7 • 8 • 9 • 10 • 11 • 12 • 13 • 14 • 15 • 16 • 17 • 18 • 19 • 20 • 21 • 22 • 23 • 24 • 25 • 26 • 27 • 28 • 29 • 30 • 31
September
1 • 2 • 3 • 4 • 5 • 6 • 7 • 8 • 9 • 10 • 11 • 12 • 13 • 14 • 15 • 16 • 17 • 18 • 19 • 20 • 21 • 22 • 23 • 24 • 25 • 26 • 27 • 28 • 29 • 30
Oktober
1 • 2 • 3 • 4 • 5 • 6 • 7 • 8 • 9 • 10 • 11 • 12 • 13 • 14 • 15 • 16 • 17 • 18 • 19 • 20 • 21 • 22 • 23 • 24 • 25 • 26 • 27 • 28 • 29 • 30 • 31
November
1 • 2 • 3 • 4 • 5 • 6 • 7 • 8 • 9 • 10 • 11 • 12 • 13 • 14 • 15 • 16 • 17 • 18 • 19 • 20 • 21 • 22 • 23 • 24 • 25 • 26 • 27 • 28 • 29 • 30
December
1 • 2 • 3 • 4 • 5 • 6 • 7 • 8 • 9 • 10 • 11 • 12 • 13 • 14 • 15 • 16 • 17 • 18 • 19 • 20 • 21 • 22 • 23 • 24 • 25 • 26 • 27 • 28 • 29 • 30 • 31